# Wojciechowszczyzna
Wojciechowszczyzna (biał. Вайцехаўшчына, Wajciechauszczyna, ros. Войтеховщина, Wojtiechowszczina, hist również Wojczyzna) – wieś na Białorusi, w obwodzie grodzieńskim, w rejonie brzostowickim, w sielsowiecie małobrzostowickim.
Po III rozbiorze Polski w 1795 roku Wojciechowszczyzna, wcześniej należąca do województwa trockiego Rzeczypospolitej, znalazła się na terenie guberni grodzieńskiej Imperium Rosyjskiego. Po ustabilizowaniu się granicy polsko-radzieckiej w 1921 roku wróciła do Polski, znalazła się w gminie Brzostowica Mała w powiecie grodzieńskim województwa białostockiego. Od 1945 roku – w ZSRR, od 1991 roku – na terenie Republiki Białorusi. 
Od II połowy XIX wieku majątek należał do rodziny Korybut-Daszkiewiczów, w okresie międzywojennym jego właścicielem był Dymitr Korybut-Daszkiewicz (630 mórg).
W latach międzywojennych był to folwark. Według Powszechnego Spisu Ludności z 1921 roku zamieszkiwało tu 126 osób, 39 było wyznania rzymskokatolickiego a 87 prawosławnego. 41 mieszkańców zadeklarowało polską przynależność narodową a 85 białoruską. Było tu 9 budynków mieszkalnych.
W 2009 roku we wsi mieszkały 82 osoby.
Nieistniejący dziś dwór i majątek Wojczyzna został opisany w 3. tomie Dziejów rezydencji na dawnych kresach Rzeczypospolitej Romana Aftanazego.